# レンプクソウ
レンプクソウ（連福草、学名：Adoxa moschatellina）は、レンプクソウ科レンプクソウ属の多年草。別名、ゴリンバナ（五輪花）。
リンネの『植物の種』(1753年) で記載された植物の一つである。

## 特徴
白色の細く長い地下茎があり、それを横に伸ばして球茎をつくって増える。茎は、高さ8-15cmで細くてやわらかく、毛は無い。根出葉は長い葉柄があり、茎とほぼ同じ長さとなり、2回3出複葉で小葉は羽状に中裂し、裂片は鈍頭となる。茎につく葉は小さく、1対が対生し、短い葉柄があり羽状に3裂する。
花期は3月-5月。花は小さく黄緑色、茎先に5花がほぼ無柄で頭状に集まり、径4-6mmになる。花序の中で頂部の花と側部の花は形が違い、頂部のものは萼が2裂、花冠が4裂、雄蕊が8個となり、側面の4花は萼が3裂、花冠が5-6裂、雄蕊が10、12個となる。花柱は3-5裂する。子房は中位で3-5室あり、各室に胚珠が1個下垂する。果実は1-5個の核果が集合し、種子には胚乳と小型の胚がある。

## 分布と生育環境
日本では、北海道、本州、四国、九州に分布し、林内に生育する。世界では、北半球の温帯、寒帯に広く分布する。

## 名前の由来
和名レンプクソウは、「連福草」の意で、そのむかし、本種の長い地下茎にフクジュソウ（福寿草）が続いて来たのを見た人が「連福草」と言い出したといわれる。また、別名のゴリンバナ「五輪花」は、花が5個集まってつくことによる。
属名 Adoxa は、ギリシャ語で a「無」+ doxa「栄光」で、「取るに足らぬ」の意味。種小名 moschatellina は、「やや麝香の香がする」の意味。

## 分類
レンプクソウは、従来の新エングラー体系やクロンキスト体系では、レンプクソウ科に1属1種のみとされてきたが、APG体系では、旧スイカズラ科のニワトコ属やガマズミ属がレンプクソウ科に含められた。また、レンプクソウ属についても、本種の他に東アジアを中心に A. omeiensis や A. xizangensis などが認められている（A. omeiensisについては、 Tetradoxa 属として独立させる見解もある）。

## ギャラリー
- 根出葉は2回3出複葉、茎葉は1対が対生する。
- 側面の花。花冠は5裂し、雄蕊は10個ある。